# Список керівників держав 510 року
Список керівників держав 510 року — це перелік правителів країн світу 510 року
Список керівників держав 509 року — 510 рік — Список керівників держав 511 року — Список керівників держав за роками

## Європа
- Арморика — правили два брати король Мелю та король Рівал
- Британські острови:
  - Брінейх — король Дівнуал Лисий (460–510), після його смерті спільно правили два його сини король Бран Старий (510-?) та король Кінгар ап Дівнуал (510-?)
  - Бріхейніог — король Райн Червоноликий (490–510), його змінив син король Рігенеу ап Райн (510–540)
  - Королівство Гвент — король Теудріг Святий (бл. 490 — бл. 510)
  - Гвінед — король Кадваллон ап Ейніон (бл. 500 — бл. 520)
  - Глівісінг — король Гвінліу Бородатий (480–523)
  - Дал Ріада— король Комгалл (507–538)
  - Дівед — король Гуртевір ап Айргол (495–540)
  - Думнонія — король Кадо ап Геррен (508–537)
  - Ебрук — король Еліффер ап Ейніон (500–560)
  - Елмет — король Ллаенног ап Масгвід (495–540)
  - Ессекс — король Сіхельм (508–539)
  - Каер Гвенддолеу — король Кейдіо ап Эйніон (505–550)
  - Кент — король Еск (488–512)
  - Мерсія — король Осла (501–517)
  - Королівство Пенніни — король Пабо Опора Британії (бл. 500 — бл. 525)
  - плем'я піктів — король Дрест II (508–538)
  - Королівство Повіс — король король Касанаут Вледіг (480–519)
  - Регед — король Мейрхіон Гул (бл. 490 — бл. 535)
  - Королівство Сассекс — король Елла (477–514)
  - Стратклайд(Альт Клуіт) — король Клінох ап Думнагуал (ок. 490 — ?)
- плем'я булгарів — хан Сінній (500–530)
- Королівство бургундів — король Гундобад (473–516)
- Вестготське королівство — король Гезалех (507–511)
- Візантійська імперія — імператор Анастасій I (491–518)
  - Патріарх Константинопольський — Македоній II (496–511)
- Королівство гепідів — король Гелемунд (508–548)
- Ірландія — верховний король Муйрхертах мак Ерке (507–534)
  - Айлех — король Муйрхертах мак Ерке (489–534)
  - Коннахт — король Еоган Бел мак Келлайг (502–543)
  - Ленстер — король Іланн мак Дунлайнге (495–527)
  - Манстер — король Еохайд мак Енгус (492–523)
  - Улад — король Керелл мак Моредах (509–532)
- Королівство лангобардів — король Вако (510–540)
- плем'я остготів — король Теодорих Великий (474–526)
- Салічні франки — король Хлодвіг (481–511)
- Королівство свевів — король Теодемунд (бл. 500 — бл. 550)
- Святий Престол — папа римський Симах (498–514)
- Королівство Тюрингія:
  - король Герменефред (бл. 507–534)
  - король Бертахар (бл. 507–525)
  - король Бадеріх (бл. 507–529)
- Швеція — король Егіл (бл. 490 — бл. 515)

## Азія
- Абазгія — князь Анос (бл. 510 — бл. 530)
- Аль-Хіра (Династія Лахмідів) — цар Аль-Мундір III ібн аль-Нуман (505–554)
- Гаоцзюй — небесний імператор Мівоту (496–516)
- Диньяваді (династія Сур'я) — раджа Сур'я Мокка (492–513)
- Джабія (династія Гассанідів) — цар аль-Харіт IV ібн Хійр (486–512)
- Держава ефталітів — хан Торамана (490–515)
- Жужанський каганат — каган Юйцзюлюй Чоуну (508–520)
- Іберійське царство — цар Дачі (502–534)
- Індія:
  - Вішнукундина — цар Вікрамендра Варма I (508–528)
  - Імперія Гуптів — магараджа Вайньягупта (500–515)
  - Західні Ганги — магараджа Авініта (469–529)
  - Держава Кадамба — цар Равіварма (485–519)
  - Камарупа — цар Нараянаварман (494–518)
  - Маітрака — магараджа Дронасінха (бл. 500 — бл. 520)
  - Династія Паллавів  — махараджа Кумаравішну II (500–520)
  - Раджарата — раджа Моггаллана I (497–515)
  - Чалук'я — араджа Джаясімха Валлабха (500–525)
- Кавказька Албанія — цар Вачаган III Благочестивий (487–510), його змінив цар Гурген (510–530)
- Китай (Південні та Північні династії)
  - Династія Лян — імператор Сяо Янь (У-ді) (502–549)
  - Династія Північна Вей — імператор Юань Ке (Сюань У-ді) (499–515)
  - Тогон — Муюн Фулянчоу (490–540)
- Царство Кінда — цар Аль-Харіт Талабан ібн Амр (489–528)
- Корея:
  - Кая (племінний союз) — кимгван Кьомджі (492–521)
  - Когурьо — тхеван (король) Мунджамьон (491–519)
  - Пекче — король Мурьон (501–523)
  - Сілла — ван Чіджин (500–514)
- Лазіка — цар Дамназ (468–522)
- Паган — король Тарамон Фіа (494–516)
- Персія:
  - Держава Сасанідів — шахіншах Кавад I (488–496, 499–531)
- Тарума (острів Ява) — цар Індраварман (455–515)
- Фунань — король Джаяварман (478–514)
- Хим'яр — цар Ма'адікаріб II Яфур (505–517)
- Чампа — князь Фан Венькуан (ок. 498–510), його змінив князь Деваварман (510–526)
- Японія — імператор Кейтай (507–531)
- Ярлунг — Тріда Пунгцен (490–510)

## Африка
- Аксумське царство — негус Тезена (480–510)
- Королівство вандалів і аланів — король Тразамунд (496–523)

## Північна Америка
- Цивілізація Майя:
  - Копан — цар Балам-Нен (бл. 504–532)
  - місто Паленке — священний владика Аку'ль Мо’ Нааб I (501–524)
  - місто Тікаль — цариця Іш-Йокін (бл. 508 — бл. 528)